# Rifargia phasma
Rifargia phasma är en fjärilsart som beskrevs av Paul Dognin 1917. Rifargia phasma ingår i släktet Rifargia och familjen tandspinnare. Inga underarter finns listade.